# Condado de Zagreb
El condado de Zagreb (en croata: Zagrebačka županija) es un condado croata. Dado que rodea a la ciudad de Zagreb, este condado se suele considerar  como el área metropolitana de la capital croata. Su centro administrativo es la ciudad de Zagreb.
El condado tiene mucha historia: la ciudad de Samobor existe desde 1242. Además, era una de las primeras localidades turísticas de la región.
Hoy, el desarrollo económico y urbano de sus ciudades está estrechamente vinculado a Zagreb. Es más, varias ciudades tales como Zaprešić, Velika Gorica o Sesvete (que ahora es un distrito de Zagreb) se están fusionando con las áreas industriales de la capital.
El condado limita al norte con los condados de Krapina-Zagorje y de Varaždin, al este con el condado de Bjelovar-Bilogora, al sureste con el condado de Sisak-Moslavina y al suroeste con el condado de Karlovac.

## Ciudades y municipios
El condado de Zagreb consta de 9 ciudades y 25 municipios:

### Ciudades

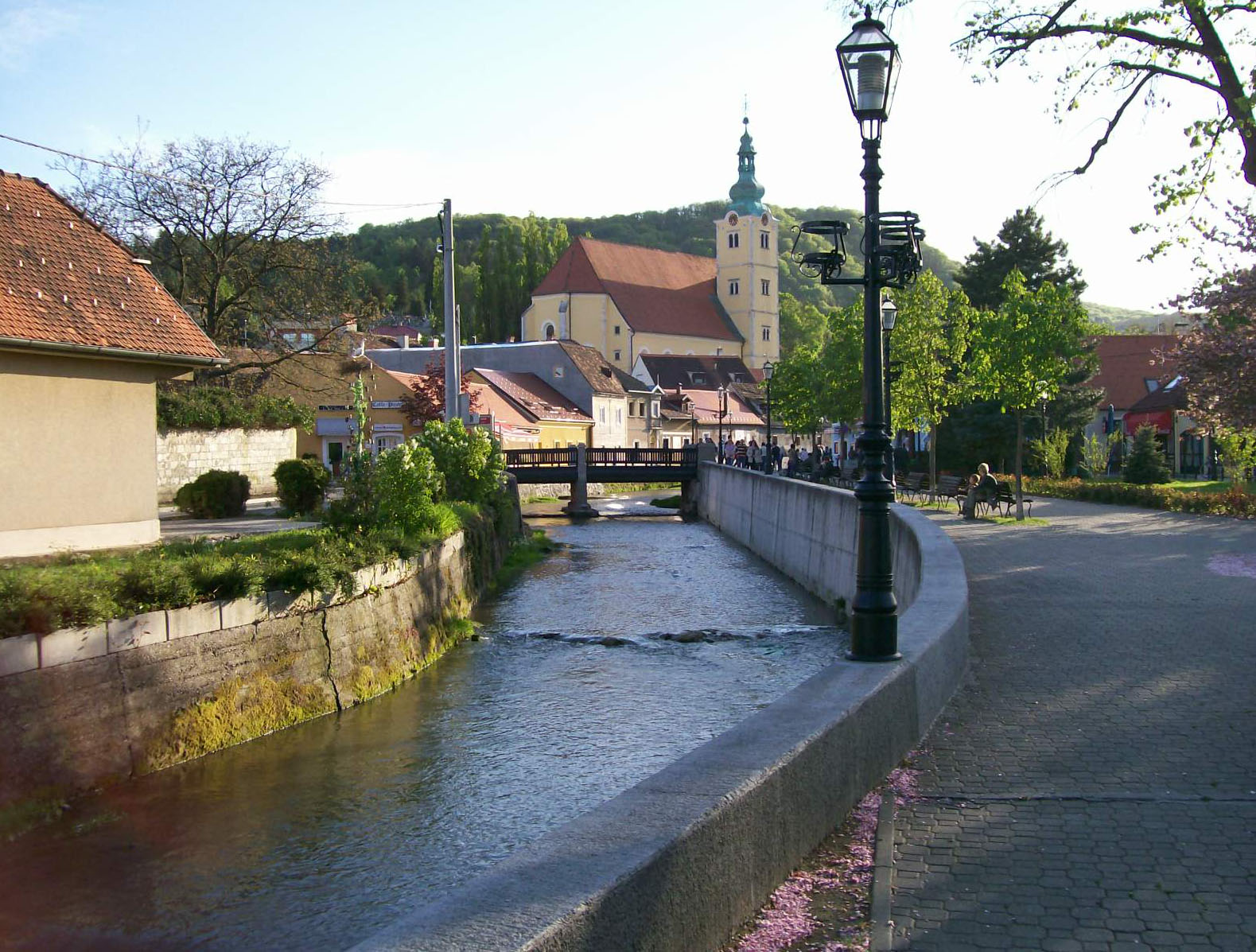
Ciudad de Samobor.

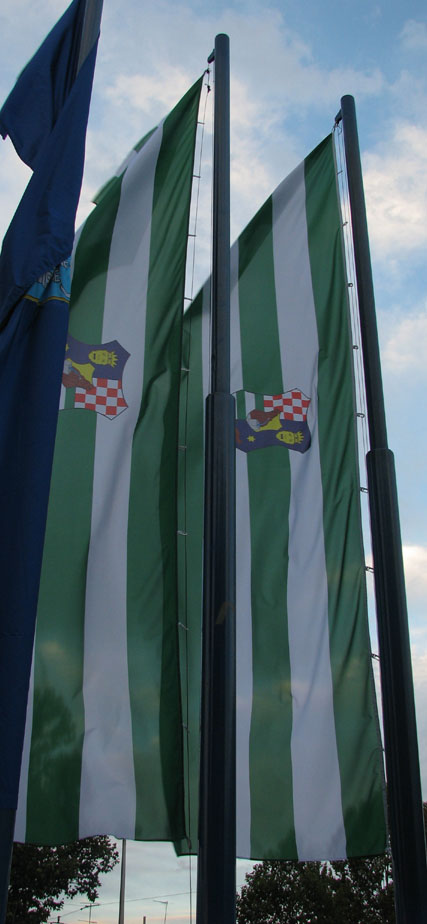
Banderas del Condado.

- Dugo Selo
- Ivanić-Grad
- Jastrebarsko
- Samobor
- Sveta Nedelja
- Sveti Ivan Zelina
- Velika Gorica
- Vrbovec
- Zaprešić

### Municipios
- Bedenica
- Bistra
- Brckovljani
- Brdovec
- Dubrava
- Dubravica
- Farkaševac
- Gradec
- Jakovlje
- Klinča Sela
- Kloštar Ivanić
- Krašić
- Kravarsko
- Križ
- Luka
- Marija Gorica
- Orle
- Pisarovina
- Pokupsko
- Preseka
- Pušća
- Rakovec
- Rugvica
- Stupnik
- Žumberak (localidad: Kostanjevac)